# Пояндайкіно
Поянда́йкіно (рос. Пояндайкино, чув. Эскетен) — присілок у складі Шумерлинського району Чувашії, Росія. Входить до складу Єгоркинського сільського поселення.
Населення — 322 особи (2010; 458 у 2002).
Національний склад:
- чуваші — 99 %